# الكويت في الألعاب الأولمبية الصيفية 1972
شاركت الكويت في الألعاب الأولمبية الصيفية عام 1972 في الفترة من 26 أغسطس إلى 10 سبتمبر في ميونخ.

## المشاركة
شارك العداء يونس ربيع في سباق 100 متر رجال وحقق رقم 11,20 جزء من الثانية وخرج من الدور التمهيدي، وفي سباق 100 متر تتابع شارك كل من العدائين عبد العزيز عبد الكريم ومالك مرضي ومحمد مبارك ويونس ربيع، ولكنهم خرجوا من الدور التمهيدي.
وفي السباحة شارك السباح عبد الله ذياب في سباق 100 متر للسباحة الحرة، وقطع المسافة بدقيقة واحدة وثلاثة ثوان وأربع وتسعين جزء من الثانية، ولكن خرج من الدور التمهيدي، وفي سباق 200 متر للسباحة الحرة شارك السباح فوزي الرحمة، وحقق رقم دقيقتين وثلاثة وثلاثين ثانية وخمسة وسبعين جزء من الثانية، وخرج من الدور التمهيدي.